# Платено обществено достояние
Платеното обществено достояние (на френски: Domaine public payant, на испански: dominio público pagante) е режим на защита на авторско право, при който копия, презентации или изпълнения на произведение, което е обществено достояние, все още подлежат на изплащане на възнаграждения на държавата или на сдружение за колективна защита на авторски права. Принципът е, че приходите от работата на отдавна починали творци трябва да се използват за подкрепа на творчеството на живите творци. Той може да се прилага само за определени видове произведения, като фолклор или традиционно културно изразяване. Въпреки това, общностите, които искат да контролират своите традиционни знания или културно изразяване, могат да възприемат възнагражденията като нежелан данък. В няколко държави режими за плащане на публично достояние са въвеждани и после оттеглени. Те все още съществуват в няколко страни от Южна Америка и Африка.

## Произход
Виктор Юго, който също изиграна важна роля в разработването на Бернската конвенция, е един от ранните привърженици на концепцията за платено обществено достояние, съгласно която за копиране или изпълнение на произведения в публичното пространство се начислява номинална такса. Събраните средства отиват в общ фонд, предназначен за подпомагане на артисти, особено на млади хора. По онова време защитата на авторското право във Франция е слаба. Не е имало посмъртна защита на произведенията, а само период на експлоатация, който започвал от датата на публикуване и можел да изтече и докато авторът е все още жив.

## Определение
Доклад на ЮНЕСКО от 1949 г. гласи, че нормалният смисъл на този термин е, че „след изтичане на стандартния период на защита, т.е. когато произведението попада в публичното пространство, произведението не може да се използва свободно, както би могло в случая на стандартно безплатно обществено достояние. Вместо това потребителят трябва да заплати такса, обикновено на авторските дружества, които използват такива средства за културни цели или за подпомагане на нуждаещи се автори или техните семейства. В някои случаи държавата също участва в такива такси.“  В доклад на СОИС от 2010 г. се казва, че при тези режими „се налага такса за използване на произведения в обществено достояние. Като цяло системата работи като задължителен лиценз: използването се обуславя от заплащане на определена такса, но не и при осигуряване на предварително разрешение.“ 
Таксите, дължими на държавата и / или на обществото на авторите, варират в различните държави.  Потребителят трябва да плати таксата, но не трябва да получава предварително разрешение. Таксата може да бъде приложима само за търговска експлоатация на материала. Обикновено се прилага само за произведения, които са влезли в обществено достояние, тъй като авторските им права са изтекли, но в някои страни се прилага за изпълнение на фолклор. Обикновено таксите се използват за финансиране на млади или затруднени творци или за популяризиране на творчески произведения, но в Алжир те се използват за запазване на самото обществено достояние. Административните разходи могат да намалят събраните пари, но ако таксите са високи, те могат да обезсърчат използването на материали от публично достояние. 
Концепцията е предложена като начин за защита на традиционните културни изразявания, но може да не е подходяща за общности, които са по-заинтересовани от контрола върху традиционните знания и културни изразявания, отколкото от справедлива компенсация.  Може да е трудно да се установят истинските собственици и видовете работа, за които тя ще се прилага, и може да се разглежда просто като форма на данъчно облагане. 

## Държави
В доклад на ЮНЕСКО от 1949 г. се посочва, че има само пет държави, които притежават закони, свързани с приемането на тази система: Уругвай (от 1937 г.), България (от 1939 г.), Италия (от 1941 г.), Румъния (от 1946 г.) и Югославия (от 1946 г.). В доклада се смята, че и в Русия би могло да се приложи някаква форма на публично заплащане на достояния. В България, Уругвай и Югославия правилото се прилага за всякакъв вид обществено достояние. В Италия това се ограничава до представяне на произведения, предназначени за публично изложение и музикални произведения, и до книги. В Румъния се прилага за публикуване и представяне на литературни и драматични произведения. В България продължителността е в срок от 20 години, след като произведението влезе в публичното пространство, но в останалите страни е вечно. 
В миналото Бразилия (1973 – 83), Италия (1882 – 1925 и 1941 – 96), Франция (1956 – 76) и Мексико (1963 – 93) са притежавали платени режими на обществено достояние, но по-късно ги премахват.  Една статия от 1984 г. изброява Аржентина, Италия, Мексико и СССР сред страните, които са приели някаква форма на такава система.  В статия от 2017 г. се отбелязва, че в Аржентина и Уругвай се заплаща такса на държавата за почти всяко използване на произведения в публично достояние, независимо дали за търговски цели, включително възпроизвеждане, публикуване, изпълнение и излъчване. 
В доклад на WIPO от 2010 г. е отбелязано, че платеното обществено достояние все още е в сила в Алжир, Кения, Руанда, Сенегал, Република Конго, Кот д’Ивоар и Парагвай. Пояснено е, че Споразумението от Банги на OAPI ( Организацията Africaine de la Propriété Intellectuelle ) и приложението към него относно литературни и художествени притежания предвиждат такъв режим за използване на фолклорно изразяване и произведения или продукции, които са попаднали в публичното достояние. Подобна система, наречена „Интелектуални права на общността“, е предложена в Латинска Америка, вдъхновена отчасти от закон № 27811 на Перу. Концепцията е, че „традиционните знания трябва да останат публично достояние, за да може всеки да ги използва, но създателите трябва да имат дял от печалбите, когато се използва за търговски цели. Освен това тези права не трябва да бъдат предмет на срокове. 
Съществуват предложения за въвеждане на система за платено публично достояние в цяла Европа, но към 2001 г. идеята не получава голяма подкрепа.  Германският писателски съюз предлага модерна версия с мотива, че правото на препродажба (от фр. droit de suite) и платеното публично достояние трябва да бъдат свързани, тъй като правото на препродажба обикновено е от полза за далечните наследници на починали творци, вместо да се използва за насърчаване на живи творци. Предложение, обсъдено и отхвърлено за включване към директивата от 1993 г., гласяло, че последните 20 години след смъртта на твореца печалбите трябва да се използват в полза на живите художници, а не на наследниците на художника. 

## Примерни закони
Съгласно Закона за авторските права и сродните права на Алжир от 19 юли 2003 г. на произведения от традиционно културно наследство и национални произведения, считани за обществена собственост, се предоставя специална защита [член 8]. Националното бюро за авторските права и съседските права защитава тези произведения [член 139]. Използването им е предмет на лиценз от Бюрото и ако използването е печелившо, възнагражденията се заплащат на Бюрото [член 140]. 
Законът на Бурунди 1/021 от 2005 г. Член 25 гласи:
- Произведенията в обществено достояние се поставят под закрилата на държавата, представлявана от министерството, отговарящо за културата.
- Публичното представяне или изпълнение, или прякото или непрякото фиксиране на произведения в публичното достояние, както и на произведения, съставени изключително от елементи, заети от произведения, попаднали в публичното достояние, с цел експлоатация с печалба, са предмет на регламенти относно лицензионните възнаграждения съгласно условия, които се определят със заповед на Министерството на културата.
- Приходите от събирането на лицензионни възнаграждения за използване на произведения в публичното пространство ще бъдат предназначени за социални и културни цели.[16]

Декрет-закон на Кабо Верде № 1/2009 от 27 април 2009 г. гласи: „Използването и експлоатацията за финансова печалба на произведения в публичното пространство са безплатни, стига това използване да е подчинено на абсолютното зачитане на моралните права, относно предишното разрешение на члена на правителството, отговорно за културата, и плащането на такса, която се определя от членовете на правителството, отговарящо за културата и финансите, с цел популяризиране и културно развитие и социално подпомагане на авторите на Кабо Верде. "[ 